# Hananchi
Hananchi (攀安知 (Phàn An Tri)  mất 1416) là vị vua thứ ba và cuối cùng của vương quốc Bắc Sơn (Hokuzan) trên đảo Okinawa.

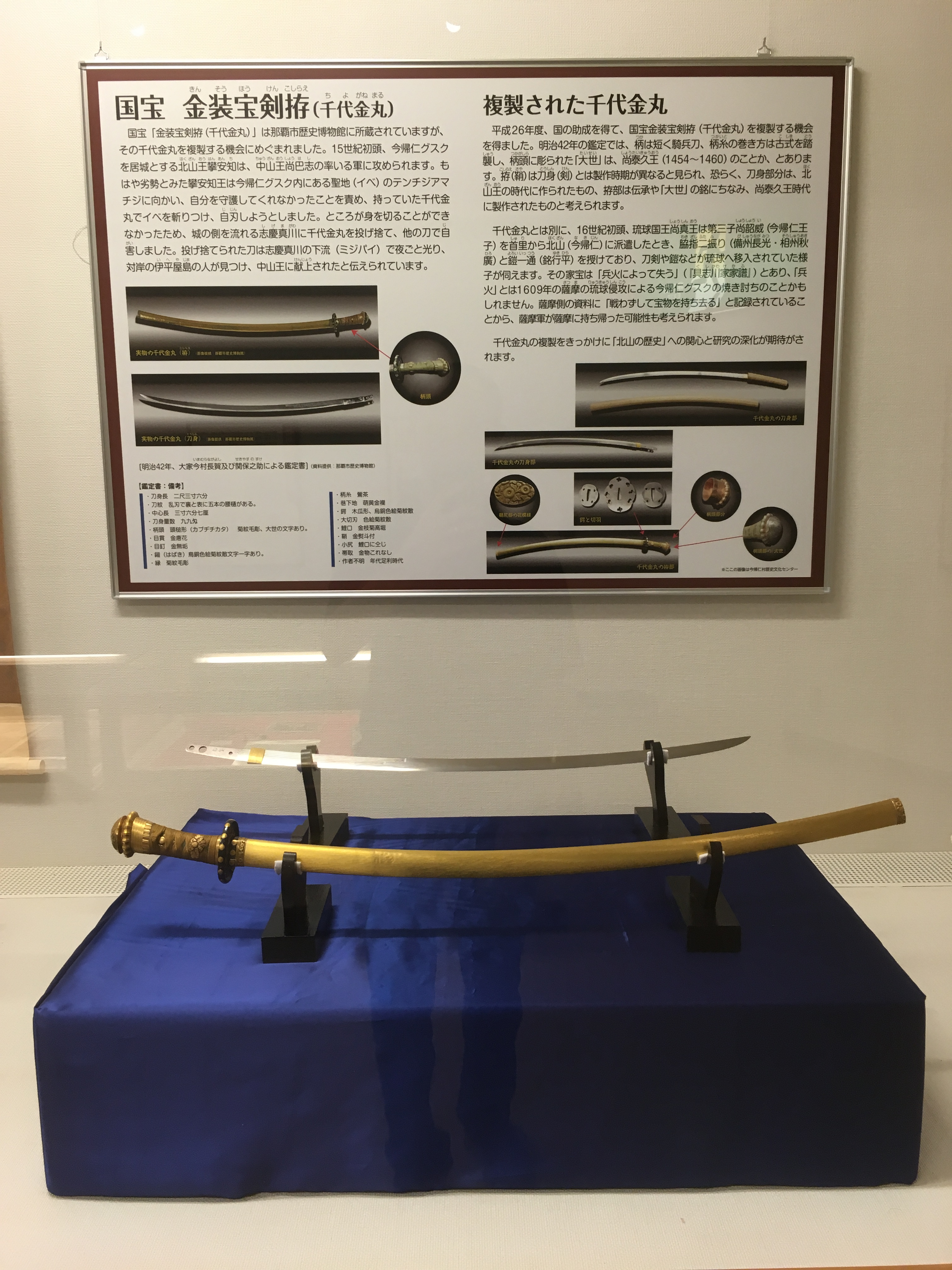
Một bản sao của Chiyoganemaru, một thanh kiếm Nhật Bản được cho là thuộc sở hữu của Aji of Nakijin.

Ông lên gnooi vua năm 1397 sau cái chết của cha. Ông đã gửi một đoàn sứ thần sang Triều Tiên để thông báo việc mình kế vị, và tới Trung Hoa để tìm kiếm sự tấn phong chính thức của nhà Minh đối với cương vị người cai trị toàn Okinawa. Ông là vị vua Bắc Sơn tích cực nhất trong quan hệ ngoại giao và thương mại với Trung Quốc, và được cho là đã cử 14 đoàn sứ thần sang triều cống.
Hananchi được cho là có năng lực quân sự tuyệt vời song lại dựa quá nhiều vào sức mạnh và kỹ năng cá nhân của mình, gây tổn hại cho mối quan hệ với các thuộc hạ. Khi thành Nakijin hứng chịu cuộc tấn công của Shō Hashi năm 1416, những kẻ tấn công đã bị giữa chân ở vịnh một thời gian, do bản thân thành khá vững chắc. Tuy nhiên, Hananchi đã bị một người hầu cận phản bội, tên là Motobu Taihara, người này đã mở cửa thành và cho phép lực lượng của Shō Hashi tiến vào. Bị đánh bại, Hananchi đã tự sát.